# Maurice Moscovitch
Maurice Moscovitch (23 de noviembre de 1871 - 18 de junio de 1940) fue un actor cinematográfico de carácter, de orígenes ucranianos aunque de nacionalidad estadounidense.
Nacido en Odessa, en la actual Ucrania y en aquel momento parte del Imperio ruso, su verdadero nombre era Morris Maaskov. La película más destacada en la que participó fue quizás El gran dictador (The Great Dictator, 1940).
Tuvo un hijo que también sería actor cinematográfico: Noel Madison. 
Maurice Moscovitch falleció en Los Ángeles en 1940, tras una intervención quirúrgica. Fue enterrado en el Cementerio Beth Olam, de esa misma ciudad.

## Filmografía
- 1936 : Winterset
- 1937 : Make Way for Tomorrow
- 1937 : Lancer Spy
- 1938 : Gateway
- 1938 : Suez
- 1939 : Tú y yo
- 1939 : Susannah of the Mounties
- 1939 : In Name Only
- 1939 : Rio
- 1939 : The Great Commandment
- 1939 : Everything Happens at Night
- 1940 : South to Karanga
- 1940 : El gran dictador